# Корхмазян Сергій Аркадійович
Сергій Аркадійович Корхмазян (1912, місто Карс, тепер Туреччина — ?) — радянський діяч органів держбезпеки, міністр державної безпеки Вірменської РСР, полковник. Депутат Верховної ради СРСР 3-го скликання.

## Біографія
Народився в родині службовця. У 1930 році закінчив трудову школу в місті Тифлісі.
У квітні 1930 — квітні 1931 року — завідувач обліково-інформаційного та статистичного відділу районного комітету імені Леніна ЛКСМ Грузії в Тифлісі. У квітні — листопаді 1931 року — завідувач обліково-інформаційного та статистичного відділу Тифліського міського комітету ЛКСМ Грузії.
У листопаді 1931 — серпні 1932 року — практикант економічного відділу ДПУ Грузинської РСР. У серпні 1932 — липні 1934 року — уповноважений економічного відділу ДПУ Грузинської РСР. У липні 1934 — травні 1935 року — уповноважений економічного відділу УДБ УНКВС Грузинської РСР. У травні 1935 — грудні 1936 року — оперуповноважений економічного відділу УДБ НКВС Закавказької РФСР і НКВС Грузинської РСР.
У січні — липні 1937 року — оперуповноважений контррозвідувального (3-го) відділу УДБ НКВС Грузинської РСР. У липні — грудні 1937 року — начальник 7-го відділення 3-го відділу УДБ НКВС Грузинської РСР. У грудні 1937 — квітні 1939 року — начальник 1-го відділення 3-го відділу УДБ НКВС Грузинської РСР. У квітні — вересні 1939 року — заступник начальника 1-го економічного відділу НКВС Грузинської РСР.
Член ВКП(б) з липня 1939 до 13 липня 1954 року.
У вересні 1939 — січні 1940 року — начальник 1-го економічного відділу НКВС Грузинської РСР. У січні — березні 1940 року — заступник начальника слідчої частини НКВС Грузинської РСР. У березні 1940 — лютому 1941 року — заступник начальника 3-го відділу УДБ НКВС Грузинської РСР. У лютому — липні 1941 року — заступник начальника тюремного відділу НКВС Грузинської РСР.
У липні 1941 — липні 1942 року — 1-й заступник начальника особливого відділу НКВС 46-ї армії. 6 липня 1942 — 21 лютого 1944 року — начальник особливого відділу НКВС — начальник відділу контррозвідки СМЕРШ 45-ї армії Закавказького фронту. У березні 1944 — вересні 1945 року — начальник відділу контррозвідки СМЕРШ 33-ї армії 1-го Білоруського фронту.
9 жовтня 1945 — 30 липня 1947 року — заступник народного комісара (міністра) державної безпеки Вірменської РСР.
30 липня 1947 — 15 серпня 1952 року — міністр державної безпеки Вірменської РСР. У серпні 1952 року звільнений в запас.
Закінчив екстерном юридичний факультет Єреванського державного університету.
13 квітня — 25 липня 1953 року — начальник відділу контррозвідки МВС 7-ї гвардійської армії Закавказького військового округу. 15 вересня 1953 року звільнений з органів МВС «через скорочення штатів».
19 вересня 1955 року заарештований. Засуджено Військовим трибуналом Закавказького військового округу 10 лютого 1959 року за статтею 64 КК АрмССР до 10 років позбавлення волі. Звільнений 18 серпня 1965 року з табору в Мордовській АССР після відбуття строку ув'язнення. Не реабілітований. Подальша доля невідома.

## Звання
- молодший лейтенант державної безпеки (13.01.1936)
- лейтенант державної безпеки (23.05.1938)
- старший лейтенант державної безпеки (14.09.1939)
- капітан державної безпеки (13.04.1942)
- підполковник державної безпеки (11.02.1943)
- полковник державної безпеки (26.05.1943)

## Нагороди
- два ордени Червоного Прапора (1946, 24.08.1949)
- орден Кутузова ІІ ст. (31.05.1945)
- орден Богдана Хмельницького ІІ ст. (6.04.1945)
- два ордени Червоної Зірки (1.04.1943, 6.11.1946)
- орден «Легіон заслуг» офіцерського ступеня (США)
- орден «Віртуті Мілітарі» 5-го класу (Польська Народна Республіка)
- шість медалей
- знак «Почесний працівник ВНК-ДПУ (XV)» (9.05.1938)